# Russiangate
Russiangate, Рашенгейт — российское интернет-издание, специализировавшееся на антикоррупционных расследованиях. Начало работу осенью 2016 года, было закрыто 24 января 2018 года после публикации расследования о незадекларированном имуществе главы ФСБ Александра Бортникова и дальнейшей блокировки Роскомнадзором.

## История
Издание начало работу осенью 2016 года под руководством бывшей сотрудницы журнала The New Times Александрины Елагиной. Материалы выходили без указания авторов за исключением статей Александрины Елагиной и Анастасии Хлопковой. Общая численность сотрудников издания составляла 20 человек.
Героями публикаций становились губернатор Санкт-Петербурга Георгий Полтавченко, сына главы Совета Федерации Валентины Матвиенко Сергей Матвиенко, семьи пресс-секретаря президента Дмитрия Пескова и других чиновников, тематика не ограничивалась коррупционной составляющей.
Ориентирами назывались «Meduza», отдел расследований РБК при главном редакторе Елизавете Осетинской и Фонд борьбы с коррупцией Алексея Навального. Редакция проекта активно противопоставляла себя деятельности последнего, критикуя его расследования за игру на эмоциях, давление на читателя и неточности.

### Блокировка и закрытие
23 января 2018 года в 18:00 на сайте издания вышло расследование Бортниковка: как глава ФСБ и его заместитель скрыли недвижимость в Сестрорецке, посвящённое неуказанному в налоговых декларациях имуществу главы ФСБ Александра Бортникова и его заместителя Сергея Смирнова в элитном посёлке в Сестрорецке. По оценке Russiangate, рыночная стоимость принадлежащих Бортникову земельного участка и дома составляет от 200 до 300 млн руб., а кадастровая — более 48,6 млн руб.. При этом с июля 2016 года из данных Росреестра имя владельца участка и сооружений на предполагаемом участке Бортникова исчезло, но при конвертации выписки о недвижимости от федеральной кадастровой службы через независимый редактор кода снова возвращается имя владельца участка — Александра Васильевича Бортникова.
Через четыре часа после публикации, в 22:00, Роскомнадзор внесудебно заблокировал сайт Russiangate на основе статьи 15.3 федерального закона «Об информации, информационных технологиях и о защите информации», по которой Генпрокуратура имеет право без суда инициировать блокировку любого сайта за «призывы к массовым беспорядкам, осуществлению экстремистской деятельности или участию в массовых (публичных) мероприятиях, проводимых с нарушением установленного порядка». В реестре запрещённых сайтов Роскомндазора в качестве причины блокировки было указано решение Генпрокуратуры от 4 декабря 2015 года. Александрина Елагина отмечала отсутствие до этого каких-либо претензий со стороны ведомства, не исключив истинную причину блокировки либо в самой статье, либо более ранних публикациях (в качестве примеров приводилось интервью с Дрю Салливаном из Центра по расследованию коррупции и организованной преступности, или возможная ссылка на недавно заблокированный сайт). Представители Генпрокуратуры и Роскомнадзора никак не комментировали происходящее.
Вечером 23 января техническая служба Russiangate удалила расследование «по требованию инвестора» без участия журналистов издания. По словам Елагиной, инвесторы объяснили свое решение тем, что их «могут посадить». 24 января стало известно о прекращении работы издания и увольнении главного редактора, произошедшим после её встречи с инвесторами (по словам Елагиной, именно статью о Бортникове они назвали причиной закрытия проекта).
Позже Александрина Елагина сообщила о существовавшей договорённости между ней и инвесторами о не публикации статей «о президенте Владимире Путине, Русской православной церкви и ближайшем окружении Путина» (в 2011 году о похожих ограничениях в своих медиа говорил президент ИД News Media Арам Габрелянов). По её мнению, нарушение третьего пункта и стало причиной закрытия сайта. При этом осенью 2016 года она-же утверждала об отсутствии в Russiangate какого-либо стоп-листа и права вето инвесторов в отношении публикации конкретных статей.
Руководитель отдела Восточной Европы и Центральной Азии Репортёров без границ Иоханн Бир назвал закрытие сайта открытым и неприемлемым актом цензуры, который «становится предупреждением тем немногочисленным редакциям, которые продолжают, несмотря ни на что, расследовать коррупцию и другие темы, имеющие общественный интерес». В поддержку Russiangate также выступили русское отделение Transparency International и независимый Профсоюз журналистов и работников СМИ.
Сам текст был сохранён на платформе Telegraph. Позже расследование на тему вышло на телеканале Дождь, окрестившем Сестрорецк новым конкурентом кооператива «Озеро».

## Владелец
Издание не раскрывало своих инвесторов, главный редактор описывал их как «выходцев из России, занимающихся иностранными проектами, связанными с IT-сферой». В 2016 году домен russiangate.com принадлежал гонконгской компании Citadel Media Group Limited, с июля того года информация о владельце домена была скрыта. На сайте Citadel Media Group указывалось, что её проектами кроме Russiangate являются новостные сайты о преступности Crime Russia и Crime Moldova.
По данным «Новой газеты» и Republic, бенефициарами Citadel Media Group Limited были бизнесмены Александр Каледин и Герман Горбунцов, что категорически отрицалось Александриной Елагиной.

## Посещаемость
К октябрю 2016 года ежедневная аудитория сайта составляла 4 тыс. человек.

## Награды
В январе 2018 года журналистка Russiangate Светлана Зобова получила ежемесячную журналистскую премию «Редколлегия» за статью «„Бортниковка“: как глава ФСБ и его заместитель скрыли недвижимость в Сестрорецке».